# Bis dat, qui cito dat
Bis dat qui cito dat è un proverbio latino che tradotto letteralmente significa: «Dà due volte chi dà presto».
Il soccorrere con sollecitudine il povero o l'amico in difficoltà raddoppia il beneficio. Per questo motivo Erasmo propone una seconda versione del detto, tratta da Publilio Siro: «Beneficium inopi bis dat, qui dat celeriter», e cita un altro frammento di Siro, che sottolinea come il dono debba essere concesso spontaneamente: «Bis est gratum, quod opus est, ultro si offeras».
Il proverbio era già noto in ambiente greco. Nell'Antologia Palatina sono conservati i versi: «I benefici più dolci sono i più rapidi: se tardano, / diventano senza significato e sgraditi». Poiché in greco χάρις significa tanto «dono» che «grazia», la sentenza citata da Ausonio «Ἁ χάρις ἁ βραδύπους ἄχαρις χάρις», cioè «un dono in ritardo è un dono sgradito», contiene una triplice ripetizione della parola che egli, nella sua traduzione latina, moltiplica a effetto: «Gratia quae tarda est, ingrata est, gratia. Namque / cum fieri properat, gratia grata magis».
La necessità di aiutare sollecitamente gli amici in difficoltà è espressa da Euripide per bocca di Ettore nel Reso: «Odio aiutare in ritardo gli amici». e anche da Seneca: «È sgradito il dono che è rimasto a lungo nelle mani di chi lo dà».